# اندیس رودخانه زهمکان
رودخانه زهمکان یک اندیس فلزی است که در حوالی شهر پاکدار استان کرمان قرار دارد و مادهٔ معدنی موجود در آن، مس است.  